# Карасёвка (Крым)
Карасёвка (до 1948 года Карасу́-Баши́; укр. Карасівка, крымскотат. Qarasuv Başı, Къарасув Башы) — село в Белогорском районе Республики Крым, входит в состав Криничненского сельского поселения (согласно административно-территориальному делению Украины — Криничненского сельсовета Автономной Республики Крым).

## Население
| 2001 | 2014 |
| ---- | ---- |
| 196  | ↘174 |

Всеукраинская перепись 2001 года показала следующее распределение по носителям языка
| Язык       | Процент |
| ---------- | ------- |
| русский    | 74.49   |
| украинский | 19.39   |
| другие     | 0.51    |

### Динамика численности
| - 1805 год — 97 чел. - 1864 год — 210 чел. - 1889 год — 286 чел. - 1892 год — 270 чел. - 1900 год — 229 чел. - 1915 год — 700 чел. - 1926 год — 230 чел. | - 1939 год — 254 чел. - 1989 год — 225 чел. - 2001 год — 196 чел. - 2009 год — 231 чел. - 2014 год — 174 чел. |

## Современное состояние
На 2017 год в Карасёвке числится 7 улиц; на 2009 год, по данным сельсовета, село занимало площадь 19,3 гектара на которой, в 74 дворах, проживал 231 человек. В селе действует фельдшерско-акушерский пункт

## География
Карасёвка находится в центре района, в горах Внутренней гряды Крымских гор. Село лежит у началаа реки Биюк-Карасу — источника Карасу-Баши, высота центра села над уровнем моря — 256 м. Ближайшие сёла в 4 км: Головановка южнее и Криничное — севернее по шоссе. Расстояние до райцентра — около 9 километров (по шоссе), до ближайшей железнодорожной станции Симферополь — примерно 52 километра. Транспортное сообщение осуществляется по региональной автодороге 35Н-085 от шоссе Приветное — Белогорск до Карасёвки (по украинской классификации — С-0-10309).

## История
Селение в документах разного времени называлось то Такил, то Карасу-Баши, иногда Карасу-Баши с добавлением в скобках Ашага-Баши, но в XIX веке Ашага-Баши чаще учитывалось, как отдельное поселение, хотя, вероятно, это были приходы-маале одного селения.
Первое документальное упоминание села встречается в Камеральном Описании Крыма… 1784 года, судя по которому, в последний период Крымского ханства Кышлав баши входила в Карасубазарский кадылык Карасубазарского каймаканства. После присоединения Крыма к России (8) 19 апреля 1783 года, (8) 19 февраля 1784 года, именным указом Екатерины II сенату, на территории бывшего Крымского Ханства была образована Таврическая область и деревня была приписана к Симферопольскому уезду. После Павловских реформ, с 1796 по 1802 год, входила в Акмечетский уезд Новороссийской губернии. По новому административному делению, после создания 8 (20) октября 1802 года Таврической губернии, Ашага-Баши были включены в состав Аргинской волости Симферопольского уезда.

В Ведомости о всех селениях в Симферопольском уезде состоящих с показанием в которой волости сколько числом дворов и душ… от 9 октября 1805 года, числилась деревня Такил с 11 дворами и 47 жителями, все — крымские татары. На военно-топографической карте генерал-майора Мухина 1817 года Такил обозначен с 9 дворами. После реформы волостного деления 1829 года Такил, согласно «Ведомости о казённых волостях Таврической губернии 1829 года», остался в составе преобразованной Аргинской волости. На карте 1836 года в деревне Карасу-Баши русская обозначено 10 дворов, а на карте 1842 года также обозначены 2 деревни Карасу-Баши: Карасу-Баши Русская — условным знаком «малая деревня», то есть, менее 5 дворов и Карасу-Баши, она же Ашага-Баши с 24 дворами. Шарль Монтандон в своём «Путеводителе путешественника по Крыму, украшенный картами, планами, видами и виньетами…» 1833 года писал 
…Карасу-Баши, называемому также Тахелем. В этой деревне, помимо татарского населения, живет 10 русских семейств, недавно обустроенных здесь г-ном Л. Качони.
В 1860-х годах, после земской реформы Александра II, деревню приписали к Зуйской волости того же уезда. В «Списке населённых мест Таврической губернии по сведениям 1864 года», составленном по результатам VIII ревизии 1864 года Такил, или Карасу-Баши — владельческая татарская деревня с 19 дворами, 92 жителями и мечетью при речке Большой Карасу. По обследованиям профессора А. Н. Козловского начала 1860-х годов, жители селения «пользовались водой реки Карасовки и его притоков». На трёхверстовой карте Шуберта 1865—1876 года деревни Карасу-Баши и Ашага-Баши обозначены вместе, с 20 дворами. В «Памятной книге Таврической губернии 1889 года» по результатам Х ревизии 1887 года записана Карасу-Баши с 25 дворами и 102 жителями. На верстовой карте 1890 года в деревне обозначено 30 дворов с татарским населением.
После земской реформы 1890-х годов деревни остались в составе преобразованной Зуйской волости. Согласно «…Памятной книжке Таврической губернии на 1892 год», обе деревни входили в Аргинское сельское общество. В Карасу-Баши числилось 99 жителей в 7 домохозяйствах, все безземельные. По «…Памятной книжке Таврической губернии на 1902 год» в деревне Карасу-Баши, входившей в Аргинское сельское общество, жителей не записано. По Статистическому справочнику Таврической губернии. Ч.II-я. Статистический очерк, выпуск шестой Симферопольский уезд, 1915 год, в деревне Карасу-Баши (она же Такиль) Зуйской волости Симферопольского уезда числилось 78 дворов с татарским населением в количестве 700 человек приписных жителей, из которых 380 мужчин и 320 женщин. Жители владели 1525 десятинами удобной земли. В хозяйствах имелось 195 лошадей, 142 вола, 84 коровы и 348 голов мелкого скота.
После установления в Крыму Советской власти, по постановлению Крымревкома от 8 января 1921 года была упразднена волостная система и село вошло в состав вновь созданного Карасубазарского района Симферопольского уезда, а в 1922 году уезды получили название округов. 11 октября 1923 года, согласно постановлению ВЦИК, в административное деление Крымской АССР были внесены изменения, в результате которых округа ликвидировались, Карасубазарский район стал самостоятельной административной единицей и село включили в его состав. Согласно Списку населённых пунктов Крымской АССР по Всесоюзной переписи 17 декабря 1926 года, в селе Карасу-Баши, Ашага-Башинского сельсовета Карасубазарского района, числилось 42 двора, все крестьянские, население составляло 230 человек, из них 152 татарина, 68 армян и 10 русских. По данным всесоюзной переписи населения 1939 года в селе проживало 254 человека. В период оккупации Крыма, 17 и 18 декабря 1943 года, в ходе операций «7-го отдела главнокомандования» 17 армии вермахта против партизанских формирований, была проведена операция по заготовке продуктов с массированным применением военной силы, в результате которой село Башы было сожжено и все жители вывезены в Дулаг 241.
В 1944 году, после освобождения Крыма от фашистов, согласно Постановлению ГКО № 5859 от 11 мая 1944 года, 18 мая крымские татары были депортированы в Среднюю Азию, 27 июня та же участь постигла местных армян. 12 августа 1944 года было принято постановление № ГОКО-6372с «О переселении колхозников в районы Крыма», в исполнение которого в район завезли переселенцев: 6000 человек из Тамбовской и 2100 — Курской областей, а в начале 1950-х годов последовала вторая волна переселенцев из различных областей Украины. С 25 июня 1946 года село в составе Крымской области РСФСР. Видимо, в предвоенные годы, произошло окончательное объединение сёл, поскольку указом Президиума Верховного Совета РСФСР от 18 мая 1948 года, в Карасевку переименовано одно Карасубаши. 26 апреля 1954 года Крымская область была передана из состава РСФСР в состав УССР. Время переподчинения из Головановского сельсовета Криничненскому пока точно не установлено: на 15 июня 1960 года село уже числилось в его составе. По данным переписи 1989 года в селе проживало 225 человек. С 12 февраля 1991 года село в восстановленной Крымской АССР, 26 февраля 1992 года переименованной в Автономную Республику Крым. С 21 марта 2014 года в составе Крыма аннексирована Россией.